# ریکنباکر
ریکنباکر (انگلیسی: Rickenbacker) شرکت تجهیزات موسیقی آمریکایی است، که در سال ۱۹۳۱ تأسیس شد.